# 佐藤宏之 (俳優)
佐藤 宏之（さとう ひろゆき、1961年10月23日 - ）は、日本の元俳優。
本名同じ。東京都出身。出生地は神奈川県。堀越高等学校卒業。ジャパンプロモーションに所属していた。

## 人物
父親はプロデューサーで、新国劇映画部などに在籍していた。
小学生時代に映画『樺太1945年夏 氷雪の門』の子役オーディションに応募。合格して芸能界にデビューする。NHKの少年ドラマシリーズ『しろばんば』『未来からの挑戦』で主演を務め、1975年のテレビドラマ『宮本武蔵』や1976年の特撮テレビドラマ『忍者キャプター』にレギュラー出演した。
特技は、乗馬、剣道。
その後芸能界を引退し、東京都の自治体職員として勤務している。2児の父であるが、現在は独身。

## 出演

### テレビドラマ
※太字は主演
- ウルトラマンタロウ 第31話「あぶない! 嘘つき毒きのこ」（1973年、TBS） - 武田大介
- 荒野の用心棒 第37話「さい果てに若獅子は雄叫び…」（1973年、NET） - 太郎吉
- 少年ドラマシリーズ（NHK） 
  - しろばんば（1973年） - 洪作
  - 風の中の子供（1974年） - 善太
  - 未来からの挑戦（1977年） - 関耕児
  - 白い峠（1977年）
- 東海道姉ちゃん仁義（1974年、CX）
- 新・荒野の素浪人 第18話「仇討ち無惨」（1974年、NET）
- 大河ドラマ 元禄太平記（1975年、NHK） - 大石吉千代
- 破れ傘刀舟悪人狩り 第25話「子はぐれ唐人」（1975年、NET） - 松谷新之助
- 銀河テレビ小説 江分利満氏の優雅な生活（1975年、NHK）  - 庄助
- 水戸黄門（TBS） 
  - 第6部 第17話「若君替玉作戦 -松山-」（1975年） - 松平菊千代 / 雪松（二役）
  - 第7部 第26話「馬にひかれて善光寺 -長野-」（1976年） - 正吉
  - 第11部 第18話「天晴れ早駈け勝ち名乗り -与板-」（1980年） - 清太郎
- 刑事くん 第3部 第43話「ともだち」（1975年、TBS） - 山本宏
- 剣と風と子守唄 第24話「小さな突撃隊」（1975年、NTV） - 長次
- 宮本武蔵（1975年 - 1976年、KTV） - 宮本伊織
- 賞金稼ぎ 第21話「復讐のワイルドボーイ」（1975年、NET）- 浦見剣之助
- 大江戸捜査網 第151話「三味の音は殺しの調べ」（1976年、12ch）
- 忍者キャプター（1976年 - 1977年、12ch） - 泉敬太 / 風忍キャプター6
- 伝七捕物帳 第156話「江戸母恋い唄」（1977年、NTV）  - 千太
- 遠山の金さん 第92話「雷雨の中の女」（1977年、NET/東映） -小四郎
- 江戸を斬るIII 第26話「八百八町は日本晴れ」（1977年、TBS） - 辰之進
- 新幹線公安官 第2シリーズ 第1話「それは車中で始まった」（1978年、ANB） - 森川茂
- スパイダーマン 第29話「急げGP-7 時間よ止まれ」（1978年、12ch） - 久保豊
- 吉宗評判記 暴れん坊将軍 第55話「奮戦! いも侍」（1979年、ANB） - 佐伯数馬
- 新・七人の刑事 第68話「青春の悪魔」（1979年、TBS）
- 土曜ワイド劇場 歪んだ星座 受験戦争連続殺人 （1979年、ANB）
- 土曜ドラマ（NHK）
  - 離婚（1980年） - 春彦
- ポーラテレビ小説  マリーの桜（1980年、TBS） - 岡野健介（前期）
- 斬り捨て御免! 第26話「江戸城危機一髪」（1980年、12ch） - 照千代
- 銭形平次 第733話「もう逃げはしない」（1980年、CX） - 新吉
- 闇を斬れ 第11話「旗本ハイジャック」（1981年、KTV / 松竹） - 石見市之進
- 新五捕物帳 第140話「鴉は知っていた」（1981年、NTV）
- 新・必殺仕事人 第10話「主水 純情する」（1981年、ABC） - 林伊太郎

### 映画
- 樺太1945年夏 氷雪の門（1974年、東映洋画）
- 翼は心につけて（1978年、共同映画全国系列会議） - 伊達
- わが青春のイレブン（1979年、東映） - 矢吹俊二